# 9893 Sagano
9893 Sagano este o planetă minoră (asteroid), cu un diametru de 3,445 km, din centura de asteroizi. A fost descoperită pe 12 ianuarie 1996 la Observatorul Ōizumi de Takao Kobayashi și a fost numită după Sagano⁠(d). 
Obiectul prezintă o orbită caracterizată de o semiaxă mare de 2,237818 UAi, o excentricitate de 0,13, o înclinație de 1,13751 ° în raport cu ecliptica.